# Janet Mock
Janet Mock (Honolulu, 10 marzo 1983) è una scrittrice, attivista, attrice, regista, sceneggiatrice e produttrice televisiva statunitense.

## Biografia
Dopo essersi laureata all'Università di New York, Janet Mock ha lavorato come editrice della rivista People per più di cinque anni. Nel febbraio 2014 ha pubblicato il suo primo libro Redefining Realness: My Path to Womanhood, Identity, Love & So Much More, che è stato subito inserito nella lista dei best seller settimanali stilata dal New York Times. È stato seguito tre anni più tardi da Surprising Certainty. Nel 2016 è apparsa nel documentario The Trans List, diretto da Timothy Greenfield-Sanders. Dal 2018 è regista, sceneggiatrice e produttrice della serie Pose, divenendo la prima donna transgender di colore a dirigere e sceneggiare un episodio televisivo.

## Vita privata
In un articolo per Marie Claire del 2011, scritto da Kierna Mayo e intitolato "I Was Born a Boy", ha rivelato di essere una donna transgender: la Mock ha criticato l'articolo per il modo in cui è stata raccontata la sua esperienza, chiarendo di essersi sempre sentita una donna, ma è in seguito diventata editrice della rivista.

## Filmografia

### Attrice
- Daytime Divas - serie TV (2017)
- 2 Dope Queens - serie TV (2019)
- Devs - miniserie TV (2020)

### Regista
- Pose - serie TV (2018-in corso)
- The Politician - serie TV (2019)
- Hollywood - miniserie TV (2020)

### Sceneggiatrice
- Pose - serie TV (2018-in corso)
- Hollywood - miniserie TV (2020)

### Produttrice
- The Trans List - film TV (2016)
- Pose - serie TV (2018-in corso)
- Hollywood - miniserie TV (2020)

## Opere
- (EN) Redefining Realness: My Path to Womanhood, Identity, Love & So Much More, Atria Books, 2014, ISBN 9781476709123.
- (EN) Surpassing Certainty: What My Twenties Taught Me, Atria Books, 2017, ISBN 9781501145797.